# Luto nacional
Luto nacional é um dia ou grupo de dias dedicados ao luto, ou seja, a relembrar ou reflectir sobre a morte de alguém que em vida teve acção significativa para um país, ou para homenagear as vítimas de catástrofes que provocaram grande número de vítimas. O luto nacional pode ter lugar imediatamente depois da morte ou mortes em questão, ou em datas de aniversário das mesmas. 
Compete ao Governo de cada país decretar o luto nacional.

## Em Portugal

### Luto Nacional
Em Portugal compete ao Governo declarar o luto nacional sob a forma de Decreto, submetido a assinatura do Presidente da República.
Casos de luto nacional de decretamento obrigatório:
- Falecimento do Presidente da República (em exercício);
- Falecimento do Presidente da Assembleia da República (em exercício);
- Falecimento do Primeiro-Ministro (em exercício);
- Falecimento de antigos Presidentes da República.

O luto nacional pode ser também decretado pelo falecimento de personalidade, ou ocorrência de evento, de excepcional relevância.
Durante os dias de luto nacional a Bandeira Nacional deve ser içada a meia-haste em todos os edifícios públicos e encontram-se impedidos todos os festejos organizados ou promovidos por entidades públicas, devendo os mesmos, consoante o caso, ser cancelados ou adiados.

### Luto nacional decretado em Portugal
Foi decretado luto nacional em Portugal nos casos seguintes:
- 1649 - falecimento do infante D. Duarte de Bragança, senhor de Vila do Conde - máximo de 2 dias de luto nacional (2 e 3 de novembro)[3]
- 1653 - falecimento de D. Teodósio, Príncipe do Brasil - 30 dias de luto nacional (15 de maio a 15 de junho), interrompido para a celebração da festa de Corpus Christi[4][5]
- 1666-1668 - falecimento da rainha D. Luísa de Gusmão - 2 anos de luto nacional, de 28 de fevereiro de 1666 a 28 de fevereiro de 1668 (o segundo dos quais em luto não carregado)[6]
- 1690-1691 - falecimento de D. Isabel Luísa, Princesa da Beira - 1 ano de luto nacional, de 22 de outubro de 1690 a 22 de outubro de 1691 (1.º semestre em luto carregado, 2.º semestre em luto não carregado)[7]
- 1816-1817 - falecimento da rainha D. Maria I - 1 ano de luto nacional, de 14 de julho de 1816 a 14 de julho de 1817 (1.º semestre em luto carregado, 2.º semestre em luto não carregado)[8]
- 1853-1854 - falecimento da rainha D. Maria II - 6 meses de luto nacional, de 15 de novembro de 1853 a 15 de maio de 1854 (3 meses em luto carregado, 3 meses em luto não carregado)[9]
- 1889-1890 - falecimento do rei D. Luís - 3 meses de luto nacional, de 19 de outubro de 1889 a 19 de janeiro de 1890 (metade em luto carregado, metade em luto não carregado)[10]
- 1908 - assassínio do rei D. Carlos e de D. Luís Filipe, Príncipe Real de Portugal - 4 meses de luto nacional, de 1 de fevereiro a 1 de junho de 1908 (2 meses em luto carregado, 2 meses em luto não carregado)[11]
- 1910 - falecimento do rei Eduardo VII do Reino Unido - 30 dias de luto nacional, de 7 de maio a 7 de junho de 1910 (15 dias em luto carregado, 15 dias em luto não carregado)[12]
- 1923 - falecimento de Guerra Junqueiro - 1 dia de luto nacional (14 de julho, dia do funeral)[13]
- 1924 - falecimento de Teófilo Braga - 1 dia de luto nacional (31 de janeiro, dia do funeral - funeral de Estado)[14]
- 1924 - falecimento de Sacadura Cabral - 1 dia de luto nacional (15 de dezembro)[15]
- 1925 - falecimento de João Chagas - 1 dia de luto nacional (31 de maio, dia do funeral)[16]
- 1945 - falecimento de Adolf Hitler - 3 dias de luto nacional (2 a 4 de maio)[17][18]
- 1951 - falecimento de Óscar Carmona, Presidente da República - 15 dias de luto nacional (18 de abril a 2 de maio, com funeral de Estado)[19]
- 1951 - falecimento da rainha D. Amélia - 1 dia de luto nacional (29 de novembro, dia do funeral)[20]
- 1970 - falecimento de António de Oliveira Salazar - 4 dias de luto nacional (27, 28, 29 e 30 de julho, dia do funeral - funeral de Estado)[21]
- 1977 - vítimas do acidente aéreo no Funchal - 3 dias de luto nacional (21, 22 e 23 de novembro)[22]
- 1980 - vítimas do sismo dos Açores de 1980 - 3 dias de luto nacional[23]
- 1980 - falecimento do primeiro-ministro, Francisco Sá Carneiro, e do ministro da Defesa Nacional, Adelino Amaro da Costa (Caso Camarate) - 5 dias de luto nacional (5, 6, 7, 8 e 9 de dezembro)[24]
- 1981 - falecimento de Anwar Al Sadat, presidente do Egito - 3 dias de luto nacional (6, 7 e 8 de outubro)[25]
- 1985 - vítimas do desastre ferroviário de Moimenta-Alcafache - 3 dias de luto nacional[26]
- 1986 - falecimento de Samora Machel, presidente de Moçambique - 3 dias de luto nacional (21, 22 e 23 de outubro)[27]
- 1989 - falecimento do imperador Hirohito do Japão - 3 dias de luto nacional (9, 10 e 11 de janeiro)[28]
- 1991 - vítimas do massacre de Santa Cruz, em Timor-Leste - 1 dia de luto nacional (19 de novembro)[29]
- 1996 - falecimento de António de Spínola, antigo Presidente da República - 2 dias de luto nacional (13 e 14 de agosto)[30]
- 1998 - falecimento de D. António Ribeiro, cardeal-patriarca de Lisboa - 1 dia de luto nacional (25 de março)[31]
- 1999 - falecimento do rei Hassan II de Marrocos - 2 dias de luto nacional (24 e 25 de julho)[32]
- 1999 - falecimento de Amália Rodrigues - 3 dias de luto nacional (6, 7 e 8 de outubro, com funeral de Estado)[33]
- 2001 - vítimas da tragédia de Entre-os-Rios - 2 dias de luto nacional (6 e 7 de março)[34]
- 2001 - falecimento de Francisco da Costa Gomes, antigo presidente da República - 2 dias de luto nacional (1 e 2 de agosto)[35]
- 2001 - vítimas dos ataques de 11 de setembro de 2001 - 3 dias de luto nacional (12, 13 e 14 de setembro)[36][37]
- 2004 - vítimas dos atentados de 11 de março de 2004 em Madrid - 1 dia de luto nacional (12 de março)[38]
- 2004 - falecimento de António de Sousa Franco - 1 dia de luto nacional (11 de junho)[39]
- 2004 - falecimento de Carlos Paredes - 1 dia de luto nacional (24 de julho)[40]
- 2004 - falecimento de Luís Nunes de Almeida, presidente do Tribunal Constitucional - 1 dia de luto nacional (8 de setembro)[41][42]
- 2005 - falecimento de Jorge Alberto Aragão Seia, presidente do Supremo Tribunal de Justiça - 1 dia de luto nacional (30 de janeiro)[43]
- 2005 - falecimento da Irmã Lúcia - 1 dia de luto nacional (15 de fevereiro)[44]
- 2005 - falecimento do Papa João Paulo II - 3 dias de luto nacional (6, 7 e 8 de abril)[45]
- 2005 - falecimento de Álvaro Cunhal - 1 dia de luto nacional (15 de junho)[46]
- 2010 - vítimas da tempestade na ilha da Madeira - 3 dias de luto nacional (22, 23 e 24 de fevereiro)[47]
- 2010 - falecimento de José Saramago - 2 dias de luto nacional (19 e 20 de junho)[48][49]
- 2013 - falecimento de Nelson Mandela - 3 dias de luto nacional (6, 7 e 8 de dezembro)[50]
- 2014 - falecimento de Eusébio - 3 dias de luto nacional (5, 6 e 7 de janeiro)[51]
- 2014 - falecimento de D. José Policarpo - 1 dia de luto nacional (14 de março)[52]
- 2015 - falecimento de Manoel de Oliveira - 2 dias de luto nacional (2 e 3 de abril)[53]
- 2017 - falecimento de Mário Soares, antigo Presidente da República - 3 dias de luto nacional (9, 10 e 11 de janeiro, com funeral de Estado)[54]
- 2017 - vítimas do incêndio florestal em Pedrógão Grande - 3 dias de luto nacional (18, 19 e 20 de junho)[55]
- 2017 - vítimas da tragédia com queda de árvore na ilha da Madeira - 1 dia de luto nacional (18 de agosto)[56]
- 2017 - vítimas dos incêndios florestais nas regiões Centro e Norte do país - 3 dias de luto nacional (17, 18 e 19 de outubro)[57]
- 2018 - falecimento de António Arnaut - 1 dia de luto nacional (22 de maio)[58]
- 2019 - vítimas de violência doméstica - 1 dia de luto nacional (7 de março)[59]
- 2019 - vítimas do acidente com autocarro de turismo na ilha da Madeira - 3 dias de luto nacional (18, 19 e 20 de abril)[60]
- 2019 - falecimento de Agustina Bessa-Luís - 1 dia de luto nacional (4 de junho)[61]
- 2019 - falecimento de Diogo Freitas do Amaral - 1 dia de luto nacional (5 de outubro)[62]
- 2020 - vítimas da pandemia de COVID-19 - 1 dia de luto nacional (2 de novembro)[63]
- 2020 - falecimento de Gonçalo Ribeiro Telles - 1 dia de luto nacional (12 de novembro)[64]
- 2020 - falecimento de Eduardo Lourenço - 1 dia de luto nacional (2 de dezembro)[65]
- 2021 - falecimento de Carlos do Carmo - 1 dia de luto nacional (4 de janeiro)[66]
- 2021 - falecimento de Jorge Sampaio, antigo presidente da República - 3 dias de luto nacional (11, 12 e 13 de setembro, com funeral de Estado)[67]
- 2022 - falecimento de Eunice Muñoz - 1 dia de luto nacional (19 de abril)[68]
- 2022 - falecimento de Paula Rego - 1 dia de luto nacional (30 de junho)[69][70]
- 2022 - falecimento da rainha Isabel II do Reino Unido - 3 dias de luto nacional (18, 19 e 20 de setembro)[71][72]
- 2023 - falecimento do Papa Emérito Bento XVI - 1 dia de luto nacional (5 de janeiro)[73]
- 2024 - falecimento de Jacques Delors, antigo presidente da Comissão Europeia - 1 dia de luto nacional (31 de janeiro)[74]
- 2024 - falecimento de Manuel Cargaleiro - 1 dia de luto nacional (2 de julho)[75][76]
- 2024 - vítimas da queda de helicóptero de combate a incêndios no rio Douro - 1 dia de luto nacional (31 de agosto)[77]
- 2024 - vítimas dos incêndios que deflagraram em vários pontos do Centro e Norte do país - 1 dia de luto nacional (20 de setembro)[78]
- 2025 - falecimento do Papa Francisco - 3 dias de luto nacional (24, 25 e 26 de abril)[79]

### Luto Regional e Municipal
Compete aos Governos Regionais e às Câmaras Municipais declarar o luto regional ou municipal no âmbito da respectiva Região ou Concelho, aplicando-se, com as devidas adaptações, o regime previsto para o luto nacional.

## No Brasil

### Luto Oficial

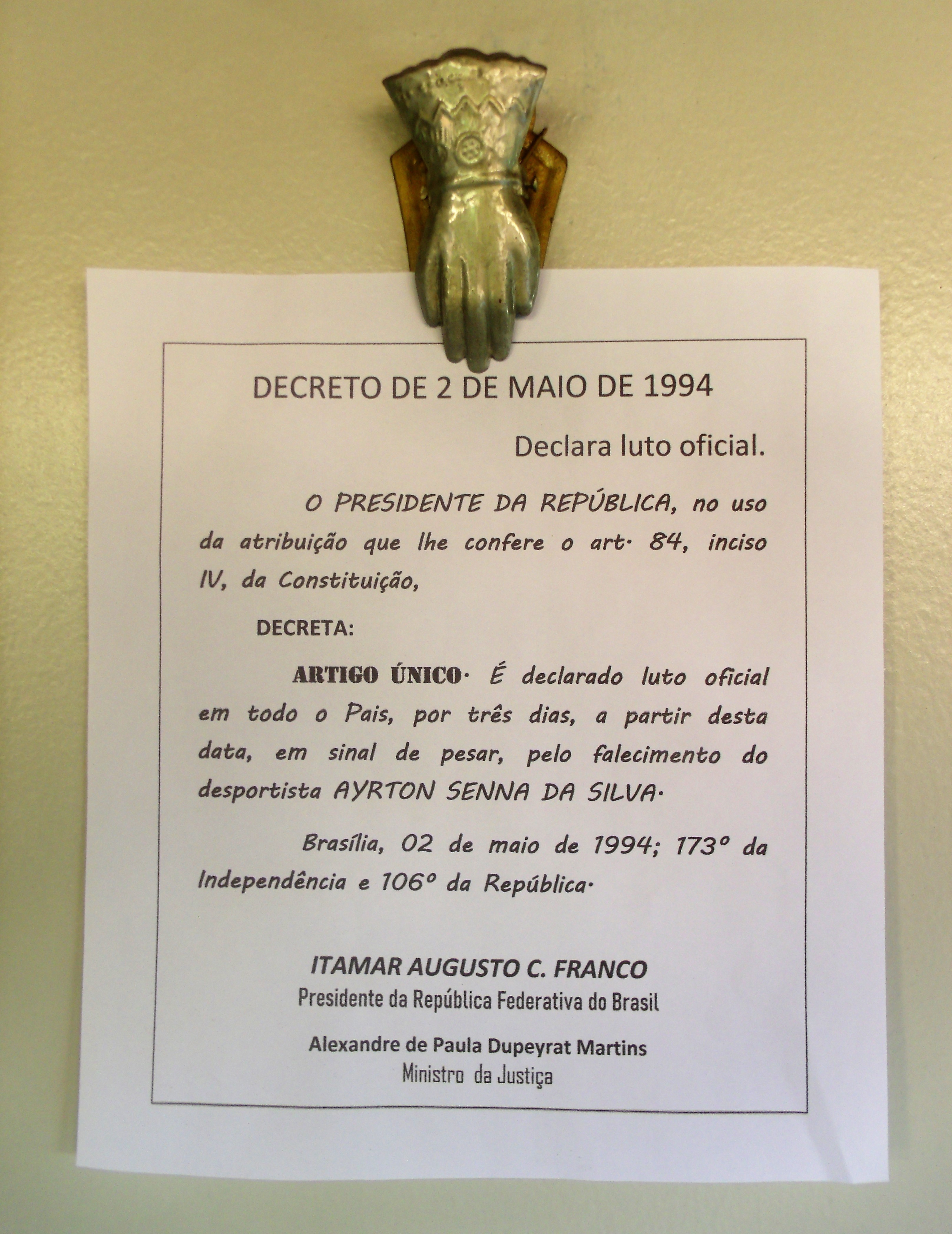
Decreto de luto nacional em pesar da morte de Ayrton Senna.

O Presidente da República presidirá sempre a cerimônia a que comparecer.
Não comparecendo o Presidente da República, o Vice-Presidente da República, presidirá a cerimônia a que estiver presente.
A execução do Hino Nacional só terá inicio depois que o Presidente da República ou Vice-Presidente da República, houver ocupado o lugar que lhe estiver reservado, salvo nas cerimônias sujeitas a regulamentos especiais.
Em todo País, quando o Presidente da República decretar luto oficial;
II - Nos edifícios-sede dos poderes legislativos, federais, estaduais ou municipais, quando determinado pelos respectivos presidentes, por motivo de falecimento de um dos seus membros;
III - No Supremo Tribunal Federal, nos Tribunais Superiores, nos Tribunais Federais de Recursos e nos Tribunais de Justiça estaduais, quando determinado pelos respectivos presidentes, pelo falecimento de um de seus ministros ou desembargadores;
IV - Nos edifícios-sede dos Governos dos Estados, Territórios, Distrito Federal e Municípios, por motivo do falecimento do Governador ou Prefeito, quando determinado luto oficial pela autoridade que o substituir;
V - Nas sedes de Missões Diplomáticas, segundo as normas e usos do país em que estão situadas.
Além das autoridades especificadas no cerimonial militar, serão prestadas honras militares aos Embaixadores e Ministros Plenipotenciários que vierem a falecer no exercício de suas funções no exterior.

### Luto Oficial no Brasil

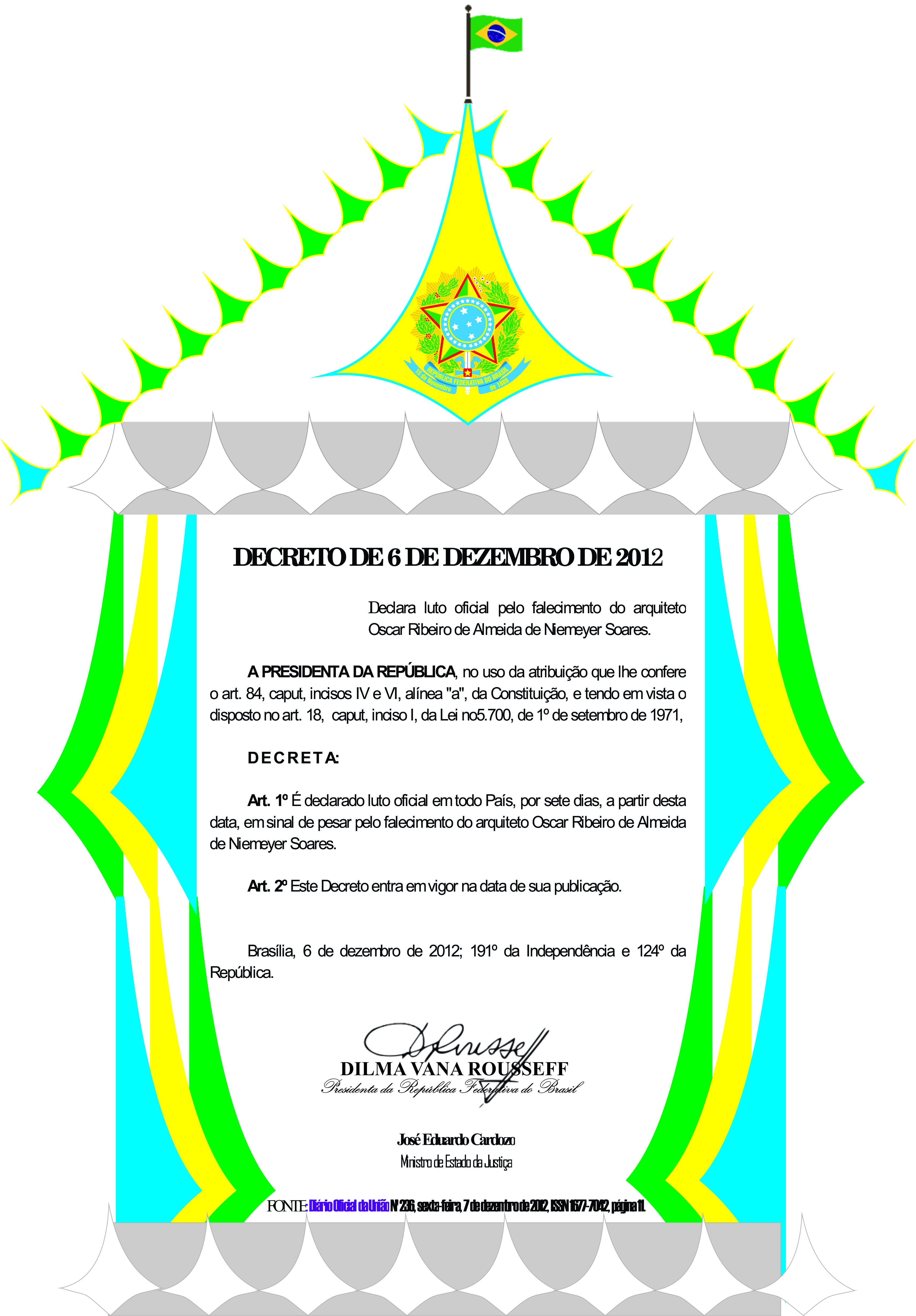
Decreto de luto oficial pela morte de arquiteto brasileiro, Oscar Niemeyer.

- 3 de setembro de 1935, decretado por Getúlio Vargas: luto oficial de 1 dia pela morte de Astrid da Suécia, Rainha Consorte da Bélgica.[80]
- 24 de agosto de 1939, decretado por Getúlio Vargas: luto oficial de 3 dias pela morte de Germán Busch Becerra, presidente da Bolívia.[81]
- 17 de novembro de 1939, decretado por Getúlio Vargas: luto oficial de 3 dias a partir de 22 de novembro pela morte de Aurelio Mosquera, presidente do Equador.[82]
- 20 de dezembro de 1939, decretado por Getúlio Vargas: luto oficial de 3 dias pela morte de Juan Demóstenes Arosemena, presidente do Panamá.[83]
- 2 de agosto de 1943, decretado por Getúlio Vargas: luto oficial de 3 dias a partir de 1 de agosto pela morte de Lin Sen, presidente da China.[84]
- 12 de abril de 1945, decretado por Getúlio Vargas: luto oficial de 3 dias a partir de 13 de abril pela morte de Franklin D. Roosevelt, presidente dos Estados Unidos.[85]
- 2 de janeiro de 1946, decretado por José Linhares: luto oficial de 3 dias pela morte de Antônio Carlos Ribeiro de Andrada.[86]
- 27 de junho de 1946, decretado por Eurico Gaspar Dutra: luto oficial de 3 dias pela morte de Juan Antonio Ríos, presidente do Chile.[87]
- 2 de abril de 1947, decretado por Eurico Gaspar Dutra: luto oficial de 3 dias pela morte de Jorge II, Rei da Grécia.[88]
- 22 de abril de 1947, decretado por Eurico Gaspar Dutra: luto oficial de 3 dias pela morte de Cristiano X, Rei da Dinamarca.[89]
- 8 de maio de 1950, decretado por Eurico Gaspar Dutra: luto oficial de 3 dias pela morte de Víctor Manuel Román y Reyes, presidente da Nicarágua.[90]
- 2 de janeiro de 1951, decretado por Eurico Gaspar Dutra: luto oficial de 3 dias pela morte de Karl Renner, presidente da Áustria.[91]
- 18 de abril de 1951, decretado por Getúlio Vargas: luto oficial de 3 dias pela morte de Óscar Carmona, presidente de Portugal.[92]
- 24 de agosto de 1954, decretado por Café Filho: luto oficial de 8 dias pela morte de Getúlio Vargas, presidente do Brasil.[93]
- 23 de março de 1955, decretado por Café Filho: luto oficial de 5 dias pela morte de Artur Bernardes, ex-presidente do Brasil.[94]
- 26 de janeiro de 1957, decretado por Juscelino Kubitschek: luto oficial de 3 dias pela morte de José Linhares, ex-presidente do Brasil.[95]
- 9 de outubro de 1958, decretado por Juscelino Kubitschek: luto oficial de 5 dias pela morte do Papa Pio XII.[96]
- 28 de janeiro de 1960, decretado por Juscelino Kubitschek: luto oficial de 5 dias pela morte de Oswaldo Aranha.[97]
- 9 de fevereiro de 1961, decretado por Jânio Quadros: luto oficial de 5 dias pela morte de Carlos Luz, ex-presidente do Brasil.[98]
- 28 de fevereiro de 1961, decretado por Jânio Quadros: luto oficial de 3 dias pela morte de Roberto Silveira, governador do Rio de Janeiro.[99]
- 25 de abril de 1961, decretado por Jânio Quadros: luto oficial de 1 dia pela morte de Borges de Medeiros.[100]
- 20 de junho de 1962, decretado por João Goulart: luto oficial de 3 dias pela morte de Gabriel Passos.[101]
- 26 de setembro de 1962, decretado por João Goulart: luto oficial de 3 dias pela morte de Francisco de Paula Brochado da Rocha.[102]
- 3 de junho de 1963, decretado por João Goulart: luto oficial de 5 dias pela morte do Papa João XXIII.[103]
- 22 de novembro de 1963, decretado por João Goulart: luto oficial de 3 dias pela morte de John F. Kennedy, presidente dos Estados Unidos.[104]
- 6 de março de 1964, decretado por João Goulart: luto oficial de 3 dias pela morte de Paulo, Rei da Grécia.[105]
- 23 de abril de 1964, decretado por Humberto Castelo Branco: luto oficial de 3 dias pela morte de Dimitar Ganev.[106]
- 7 de agosto de 1964, decretado por Humberto Castelo Branco: luto oficial de 3 dias pela morte de Aleksander Zawadzki.[107]
- 25 de janeiro de 1965, decretado por Humberto Castelo Branco: luto oficial de 3 dias pela morte de Winston Churchill.[108]
- 8 de fevereiro de 1965, decretado por Humberto Castelo Branco: luto oficial de 3 dias pela morte de Luis Giannattasio.[109]
- 3 de março de 1965, decretado por Humberto Castelo Branco: luto oficial de 3 dias pela morte de Adolf Schärf, presidente da Áustria.[110]
- 19 de março de 1965, decretado por Humberto Castelo Branco: luto oficial de 3 dias pela morte de Gheorghe Gheorghiu-Dej, presidente da Romênia.[111]
- 15 de maio de 1966, decretado por Humberto Castelo Branco: luto oficial de 8 dias pela morte de Wenceslau Braz, ex-presidente do Brasil.[112]
- 3 de agosto de 1966, decretado por Humberto Castelo Branco: luto oficial de 3 dias pela morte de René Schick Gutiérrez, presidente da Nicarágua.[113]
- 14 de setembro de 1966, decretado por Humberto Castelo Branco: luto oficial de 3 dias pela morte de Cemal Gürsel, presidente da Turquia.[114]
- 18 de julho de 1967, decretado por Costa e Silva: luto oficial de 8 dias pela morte de Humberto Castelo Branco, ex-presidente do Brasil.[115]
- 6 de dezembro de 1967, decretado por Costa e Silva: luto oficial de 2 dias pela morte de Óscar Diego Gestido, presidente do Uruguai.[116]
- 18 de setembro de 1968, decretado por Costa e Silva: luto oficial de 3 dias pela morte de Mascarenhas de Morais, comandante da Força Expedicionária Brasileira na Segunda Guerra Mundial.[117]
- 28 de abril de 1969, decretado por Costa e Silva: luto oficial de 2 dias pela morte de René Barrientos Ortuño, presidente da Bolívia.
- 17 de dezembro de 1969, decretado por Emílio Garrastazu Médici: luto oficial de 8 dias pela morte de Costa e Silva, ex-presidente do Brasil.[118]
- 20 de fevereiro de 1970, decretado por Emílio Garrastazu Médici: luto oficial de 8 dias pela morte de Café Filho, ex-presidente do Brasil.[119]
- 27 de julho de 1970, decretado por Emílio Garrastazu Médici: luto oficial de 3 dias pela morte de António de Oliveira Salazar.[120]
- 29 de setembro de 1970, decretado por Emílio Garrastazu Médici: luto oficial de 3 dias pela morte de Gamal Abdel Nasser, presidente da República Árabe Unida.[121]
- 10 de novembro de 1970, decretado por Emílio Garrastazu Médici: luto oficial de 3 dias pela morte de Charles de Gaulle, ex-presidente da França.[122]
- 21 de janeiro de 1971, decretado por Emílio Garrastazu Médici: luto oficial de 3 dias pela morte de Francisco de Assis Correia de Melo.[123]
- 24 de abril de 1971, decretado por Emílio Garrastazu Médici: luto oficial de 3 dias pela morte de François Duvalier, presidente do Haiti.[124]
- 17 de janeiro de 1972, decretado por Emílio Garrastazu Médici: luto oficial de 3 dias pela morte de Frederico IX, Rei da Dinamarca.[125]
- 11 de julho de 1973, decretado por Emílio Garrastazu Médici: luto oficial de 3 dias pela morte de Filinto Müller, senador pelo Mato Grosso.[126]
- 2 de abril de 1974, decretado por Ernesto Geisel: luto oficial de 3 dias pela morte de Georges Pompidou, presidente da França.[127]
- 24 de maio de 1974, decretado por Ernesto Geisel: luto oficial de 3 dias pela morte de Vicente de Paulo Dale Coutinho.[128]
- 11 de junho de 1974, decretado por Ernesto Geisel: luto oficial de 8 dias pela morte de Eurico Gaspar Dutra, ex-presidente do Brasil.[129]
- 1 de julho de 1974, decretado por Ernesto Geisel: luto oficial de 3 dias pela morte de Juan Domingo Perón, presidente da Argentina.[130]
- 25 de março de 1975, decretado por Ernesto Geisel: luto oficial de 3 dias pela morte de Faisal bin Abdulaziz Al Saud, Rei da Arábia Saudita.[131]
- 22 de abril de 1975, decretado por Ernesto Geisel: luto oficial de 3 dias pela morte de Ranieri Mazzilli, ex-presidente do Brasil.[132]
- 20 de novembro de 1975, decretado por Ernesto Geisel: luto oficial de 3 dias pela morte de Francisco Franco, chefe de Estado da Espanha.[133]
- 23 de agosto de 1976, decretado por Ernesto Geisel: luto oficial de 3 dias pela morte de Juscelino Kubitschek, ex-presidente do Brasil.[134]
- 11 de fevereiro de 1977, decretado por Ernesto Geisel: luto oficial de 3 dias pela morte de Fakhruddin Ali Ahmed, presidente da Índia.[135]
- 4 de agosto de 1977, decretado por Ernesto Geisel: luto oficial de 3 dias pela morte de Makarios III, presidente de Chipre.[136]
- 1 de janeiro de 1978, decretado por Ernesto Geisel: luto oficial de 3 dias pela morte de Sabah Al-Salim Al-Sabah, emir do Kuwait.[137]
- 7 de agosto de 1978, decretado por Ernesto Geisel: luto oficial de 3 dias pela morte do Papa Paulo VI.[138]
- 22 de agosto de 1978, decretado por Ernesto Geisel: luto oficial de 3 dias pela morte de Jomo Kenyatta, presidente do Quênia.[139]
- 29 de setembro de 1978, decretado por Ernesto Geisel: luto oficial de 3 dias pela morte do Papa João Paulo I.[140]
- 27 de dezembro de 1978, decretado por Ernesto Geisel: luto oficial de 3 dias pela morte de Houari Boumédiène, presidente da Argélia.[141]
- 4 de junho de 1979, decretado por João Figueiredo: luto oficial de 3 dias pela morte de José Maria de Andrada Serpa.[142]
- 19 de junho de 1979, decretado por João Figueiredo: luto oficial de 1 dia pela morte de Procópio Ferreira.[143]
- 11 de setembro de 1979, decretado por João Figueiredo: luto oficial de 3 dias pela morte de Agostinho Neto, presidente de Angola.[144]
- 29 de outubro de 1979, decretado por João Figueiredo: luto oficial de 3 dias pela morte de Park Chung-hee, presidente da Coreia do Sul.[145]
- 6 de janeiro de 1980, decretado por João Figueiredo: luto oficial de 3 dias pela morte de Petrônio Portella.[146]
- 10 de março de 1980, decretado por João Figueiredo: luto oficial de 3 dias pela morte de José Américo de Almeida.[147]
- 5 de maio de 1980, decretado por João Figueiredo: luto oficial de 3 dias pela morte de Josip Broz Tito, presidente da Iugoslávia.[148]
- 5 de dezembro de 1980, decretado por João Figueiredo: luto oficial de 3 dias pela morte de Francisco Sá Carneiro.[149]
- 17 de fevereiro de 1981, decretado por João Figueiredo: luto oficial de 3 dias pela morte de Cordeiro de Farias.[150]
- 25 de maio de 1981, decretado por João Figueiredo: luto oficial de 3 dias pela morte de Jaime Roldós Aguilera, presidente do Equador.[151]
- 14 de junho de 1981, decretado por João Figueiredo: luto oficial de 3 dias pela morte de Eduardo Gomes.[152]
- 1 de setembro de 1981, decretado por João Figueiredo: luto oficial de 3 dias pela morte de Mohammad-Ali Rajai, presidente do Irã.[153]
- 6 de outubro de 1981, decretado por Aureliano Chaves: luto oficial de 3 dias a partir de 7 de outubro pela morte de Anwar Al Sadat, presidente do Egito.[154]
- 14 de junho de 1982, decretado por João Figueiredo: luto oficial de 3 dias pela morte de Khalid bin Abdulaziz Al Saud, Rei da Arábia Saudita.[155]
- 5 de julho de 1982, decretado por João Figueiredo: luto oficial de 3 dias pela morte de Antonio Guzmán Fernández, presidente da República Dominicana.[156]
- 11 de novembro de 1982, decretado por João Figueiredo: luto oficial de 3 dias pela morte de Leonid Brejnev.[157]
- 9 de novembro de 1983, decretado por João Figueiredo: luto oficial de 3 dias pela morte de Nilo Coelho, senador por Pernambuco.[158]
- 10 de fevereiro de 1984, decretado por João Figueiredo: luto oficial de 3 dias pela morte de Iúri Andropov.[159]
- 27 de março de 1984, decretado por João Figueiredo: luto oficial de 3 dias pela morte de Ahmed Sékou Touré, presidente da Guiné.[160]
- 2 de abril de 1984, decretado por João Figueiredo: luto oficial de 3 dias a partir de 3 de abril pela morte de Adalberto Pereira dos Santos, ex-vice-presidente do Brasil.[161]
- 31 de outubro de 1984, decretado por João Figueiredo: luto oficial de 3 dias pela morte de Indira Gandhi, primeira-ministra da Índia.[162]
- 12 de março de 1985, decretado por João Figueiredo: luto oficial de 3 dias pela morte de Konstantin Chernenko e Tom Adams, primeiro-ministro de Barbados.[163][164]
- 21 de abril de 1985, decretado por José Sarney: luto oficial de 8 dias a partir de 22 de abril pela morte de Tancredo Neves, presidente do Brasil eleito porém não empossado.[165]
- 7 de agosto de 1985, decretado por José Sarney: luto oficial de 3 dias pela morte de Forbes Burnham, presidente da Guiana.[166]
- 9 de Outubro de 1985, decretado por José Sarney: luto oficial de 8 dias pela morte de Emílio Garrastazu Médici, ex-presidente do Brasil.[167]
- 20 de outubro de 1986, decretado por José Sarney: luto oficial de 3 dias a partir de 21 de outubro pela morte de Samora Machel, presidente de Moçambique.[168]
- 19 de dezembro de 1986, decretado por José Sarney: luto oficial de 3 dias a partir de 20 de dezembro pela morte de Avelar Brandão Vilela, primaz do Brasil.[169]
- 9 de setembro de 1987, decretado por José Sarney: luto oficial de 3 dias pela morte de Marcos Freire, sua comitiva e a tripulação da FAB que os conduzia.[170]
- 4 de agosto de 1988, decretado por José Sarney: luto oficial de 3 dias pela morte de José Hugo Castelo Branco.[171]
- 18 de agosto de 1988, decretado por José Sarney: luto oficial de 3 dias pela morte de Muhammad Zia-ul-Haq, presidente do Paquistão.[172]
- 8 de janeiro de 1989, decretado por José Sarney: luto oficial de 3 dias pela morte de Hirohito, imperador do Japão.[173]
- 18 de janeiro de 1991, decretado por Fernando Collor: luto oficial de 3 dias pela morte de Olavo V, Rei da Noruega.[174]
- 16 de fevereiro de 1992, decretado por Fernando Collor: luto oficial de 8 dias pela morte de Jânio Quadros, ex-presidente do Brasil.[175]
- 14 de outubro de 1992, decretado por Itamar Franco: luto oficial de 3 dias pela morte de Severo Gomes.[176]
- 23 de outubro de 1992, decretado por Itamar Franco: luto oficial de 8 dias pela morte de Ulysses Guimarães, deputado federal por São Paulo.[177]
- 13 de novembro de 1992, decretado por Itamar Franco: luto oficial de 3 dias pela morte de João Leitão de Abreu.[178]
- 5 de agosto de 1993, decretado por Itamar Franco: luto oficial de 3 dias pela morte de Balduíno I, Rei da Bélgica.[179]
- 2 de maio de 1994, decretado por Itamar Franco: luto oficial de 3 dias pela morte de Ayrton Senna.[180]
- 8 de dezembro de 1994, decretado por Itamar Franco: luto oficial de 3 dias pela morte de Tom Jobim.[181]
- 18 de setembro de 1995, decretado por Marco Maciel: luto oficial de 3 dias pela morte de Antônio Mariz, governador da Paraíba.[182]
- 6 de novembro de 1995, decretado por Luís Eduardo Magalhães: luto oficial de 3 dias pela morte de Yitzhak Rabin, primeiro-ministro de Israel.[183]
- 12 de setembro de 1996, decretado por Fernando Henrique Cardoso: luto oficial de 8 dias pela morte de Ernesto Geisel, ex-presidente do Brasil.[184]
- 12 de fevereiro de 1997, decretado por Marco Maciel: luto oficial de 3 dias pela morte de Mário Henrique Simonsen, ex-ministro da Fazenda de FHC.[185]
- 18 de fevereiro de 1997, decretado por Fernando Henrique Cardoso: luto oficial de 3 dias pela morte de Darcy Ribeiro, senador pelo Rio de Janeiro.[186]
- 2 de junho de 1997, decretado por Fernando Henrique Cardoso: luto oficial de 1 dia, no dia 4 de junho, pela morte de Frei Damião.[187]
- 20 de abril de 1998, decretado por Fernando Henrique Cardoso: luto oficial de 3 dias pela morte de Sérgio Motta, Ministro das Comunicações do Brasil.[188]
- 22 de abril de 1998, decretado por Marco Maciel: luto oficial de 3 dias pela morte de Luís Eduardo Magalhães, deputado federal pela Bahia.[189]
- 15 de junho de 1998, decretado por Fernando Henrique Cardoso: luto oficial de 3 dias pela morte de Lúcio Costa.[190]
- 8 de fevereiro de 1999, decretado por Fernando Henrique Cardoso: luto oficial de 3 dias pela morte de Hussein bin Talal, Rei da Jordânia.[191]
- 16 de julho de 1999, decretado por Fernando Henrique Cardoso: luto oficial de 3 dias pela morte de Franco Montoro.[192]
- 30 de agosto de 1999, decretado por Fernando Henrique Cardoso: luto oficial de 3 dias pela morte de Hélder Câmara, arcebispo emérito de Olinda e Recife.[193]
- 24 de dezembro de 1999, decretado por Fernando Henrique Cardoso: luto oficial de 3 dias pela morte de João Figueiredo, ex-presidente do Brasil.[194]
- 16 de julho de 2000, decretado por Marco Maciel: luto oficial de 3 dias a partir de 17 de julho pela morte de Barbosa Lima Sobrinho.[195]
- 6 de março de 2001, decretado por Fernando Henrique Cardoso: luto oficial de 7 dias pela morte de Mário Covas.[196]
- 7 de agosto de 2001, decretado por Fernando Henrique Cardoso: luto oficial de 3 dias pela morte de Jorge Amado.[197]
- 12 de setembro de 2001, decretado por Fernando Henrique Cardoso: luto oficial de 3 dias pelas vitimas dos ataques de 11 de setembro de 2001.[198]
- 10 de outubro de 2001, decretado por Fernando Henrique Cardoso: luto oficial de 3 dias pela morte de Roberto Campos.[199]
- 2 de maio de 2003, decretado por Luiz Inácio Lula da Silva: luto oficial de 3 dias pela morte de Aureliano Chaves, ex-vice-presidente do Brasil.[200]
- 6 de agosto de 2003, decretado por Luiz Inácio Lula da Silva: luto oficial de 3 dias pela morte de Roberto Marinho, fundador do grupo Globo.[201]
- 19 de agosto de 2003, decretado por Luiz Inácio Lula da Silva: luto oficial de 3 dias pela morte de Sérgio Vieira de Mello.[202]
- 21 de junho de 2004, decretado por Luiz Inácio Lula da Silva: luto oficial de 3 dias a partir de 22 de junho pela morte de Leonel Brizola, ex-governador do Rio de Janeiro e do Rio Grande do Sul.[203]
- 20 de novembro de 2004, decretado por Luiz Inácio Lula da Silva: luto oficial de 3 dias pela morte de Celso Furtado.[204]
- 2 de abril de 2005, decretado por Luiz Inácio Lula da Silva: luto oficial de 7 dias pela morte do Papa João Paulo II.[205]
- 13 de agosto de 2005, decretado por Luiz Inácio Lula da Silva: luto oficial de 3 dias pela morte de Miguel Arraes.[206]
- 2 de outubro de 2006, decretado por Luiz Inácio Lula da Silva: luto oficial de 3 dias a partir do dia 1 de outubro pelas vítimas do Voo Gol 1907.[207]
- 30 de abril de 2007, decretado por Luiz Inácio Lula da Silva: luto oficial de 3 dias pela morte de Octávio Frias de Oliveira.[208]
- 17 de julho de 2007, decretado por Luiz Inácio Lula da Silva: luto oficial de 3 dias a partir do dia 18 de julho pelas vítimas do Voo TAM 3054.[209]
- 20 de julho de 2007, decretado por Luiz Inácio Lula da Silva: luto oficial de 3 dias a partir do dia 21 de julho pelas mortes de Antônio Carlos Magalhães, Júlio Redecker e Nélio Dias.[210]
- 11 de dezembro de 2007, decretado por Luiz Inácio Lula da Silva: luto oficial de 3 dias pela morte de Ottomar Pinto, governador de Roraima.[211]
- 23 de maio de 2008, decretado por Luiz Inácio Lula da Silva: luto oficial de 3 dias pela morte de Jefferson Peres, senador pelo Amazonas.[212]
- 25 de junho de 2008, decretado por Luiz Inácio Lula da Silva: luto oficial de 3 dias pela morte de Ruth Cardoso, ex-primeira dama e esposa do ex-presidente FHC.[213]
- 1 de abril de 2009, decretado por José Alencar: luto oficial de 3 dias pela morte de Raúl Alfonsín, ex-presidente da Argentina.[214]
- 2 de junho de 2009, decretado por José Alencar: luto oficial de 3 dias pelas vítimas do Voo AF 447.[215]
- 1 de setembro de 2009, decretado por Luiz Inácio Lula da Silva: luto oficial de 3 dias pela morte de Menezes Direito, ministro do STF.[216]
- 13 de janeiro de 2010, decretado por Luiz Inácio Lula da Silva: luto oficial de 3 dias pelas vítimas do terremoto do Haiti.[217]
- 10 de abril de 2010, decretado por Luiz Inácio Lula da Silva: luto oficial de 3 dias pela morte de Lech Kaczyński, presidente da Polônia, e comitiva.[218]
- 6 de maio de 2010, decretado por Luiz Inácio Lula da Silva: luto oficial de 1 dia, no dia 7 de maio, pela morte de Umaru Yar'Adua, presidente da Nigéria.[219]
- 27 de outubro de 2010, decretado por Luiz Inácio Lula da Silva: luto oficial de 3 dias pelas mortes de Néstor Kirchner, ex-presidente da Argentina e Secretário-Geral da União de Nações Sul-Americanas e Romeu Tuma, senador por São Paulo.[220][221]
- 14 de janeiro de 2011, decretado por Dilma Rousseff: luto oficial de 3 dias pelas vítimas dos desastres naturais que atingiram o país, incluindo as enchentes e deslizamentos de terra no Rio de Janeiro.[222]
- 29 de março de 2011, decretado por Michel Temer: luto oficial de 7 dias pela morte de José Alencar, ex-vice-presidente do Brasil.[223]
- 7 de abril de 2011, decretado por Dilma Rousseff: luto oficial de 3 dias pelas vítimas do massacre de Realengo.[224]
- 2 de julho de 2011, decretado por Dilma Rousseff: luto oficial de 7 dias pela morte de Itamar Franco, ex-presidente do Brasil.[225]
- 10 de julho de 2012, decretado por Dilma Rousseff: luto oficial de 3 dias pela morte de Eugênio Sales, arcebispo emérito do Rio de Janeiro.[226]
- 6 de dezembro de 2012, decretado por Dilma Rousseff: luto oficial de 7 dias pela morte de Oscar Niemeyer.[227]
- 27 de janeiro de 2013, decretado por Dilma Rousseff: luto oficial de 3 dias pelas vítimas do incêndio na boate Kiss.[228]
- 5 de março de 2013, decretado por Dilma Rousseff: luto oficial de 3 dias pela morte de Hugo Chávez, ex-presidente da Venezuela.[229]
- 2 de dezembro de 2013, decretado por Dilma Rousseff: luto oficial de 3 dias pela morte de Marcelo Déda, governador de Sergipe.[230]
- 6 de dezembro de 2013, decretado por Dilma Rousseff: luto oficial de 7 dias pela morte de Nelson Mandela, ex-presidente da África do Sul.[231]
- 13 de agosto de 2014, decretado por Dilma Rousseff: luto oficial de 3 dias pela morte de Eduardo Campos, ex-governador de Pernambuco.[232]
- 11 de agosto de 2016, decretado por Michel Temer: luto oficial de 1 dia pela morte de Hélio Vieira Andrade, soldado da Polícia Militar de Roraima, morto em atuação durante operação da Força Nacional de Segurança Pública nos Jogos Olímpicos e Paraolímpicos Rio 2016.[233]
- 29 de novembro de 2016, decretado por Michel Temer: luto oficial de 3 dias pelas vítimas do voo LaMia CP2933, na Bolívia/Colômbia, com a delegação da Associação Chapecoense de Futebol.[234]
- 14 de dezembro de 2016, decretado por Michel Temer: luto oficial de 3 dias pela morte de Paulo Evaristo Arns, arcebispo emérito de São Paulo.[235]
- 19 de janeiro de 2017, decretado por Michel Temer: luto oficial de 3 dias pela morte de Teori Zavascki, ministro do STF e um dos principais relatores da Operação Lava Jato, em acidente aéreo no litoral do Estado do Rio de Janeiro.[236]
- 3 de fevereiro de 2017, decretado por Michel Temer: luto oficial de 3 dias pela morte de Marisa Letícia, ex-primeira-dama e esposa de Lula.[237]
- 12 de junho de 2021, decretado por Jair Bolsonaro: luto oficial de 3 dias pela morte de Marco Maciel, ex-vice-presidente do Brasil.[238]
- 25 de janeiro de 2022, decretado por Jair Bolsonaro: luto oficial de 1 dia pela morte de Olavo de Carvalho.[239]
- 13 de maio de 2022, decretado por Jair Bolsonaro: luto oficial de 3 dias pela morte de Khalifa bin Zayed al Nahyan, presidente dos Emirados Árabes Unidos.[240]
- 8 de julho de 2022, decretado por Jair Bolsonaro: luto oficial de 3 dias pela morte de Shinzo Abe, ex-primeiro-ministro do Japão.[241]
- 15 de julho de 2022, decretado por Jair Bolsonaro: luto oficial de 1 dia pela morte de Luís Gastão de Orleães e Bragança.[242]
- 8 de setembro de 2022, decretado por Jair Bolsonaro: luto oficial de 3 dias pela morte de Isabel II, Rainha do Reino Unido e dosReinos da Comunidade de Nações.[243]
- 13 de dezembro de 2022, decretado por Jair Bolsonaro: luto oficial de 1 dia pela morte de Jonas Abib, fundador da Comunidade Canção Nova.[244]
- 29 de dezembro de 2022, decretado por Jair Bolsonaro: luto oficial de 3 dias pela morte de Pelé, o Rei do Futebol.[245]
- 31 de dezembro de 2022, decretado por Hamilton Mourão: prorroga o luto de 29 de dezembro em 2 dias pela morte do Papa Emérito Bento XVI.[246]
- 9 de maio de 2023, decretado por Luiz Inácio Lula da Silva: luto oficial de 3 dias pela morte de Rita Lee.[247]
- 6 de janeiro de 2024, decretado por Luiz Inácio Lula da Silva: luto oficial de 3 dias pela morte de Zagallo.[248]
- 9 de agosto de 2024, decretado por Luiz Inácio Lula da Silva: luto oficial de 3 dias pelas vítimas do voo Voepass 2283.[249][250]
- 17 de agosto de 2024, decretado por Luiz Inácio Lula da Silva: luto oficial de 3 dias pela morte de Silvio Santos.[251][252]
- 21 de abril de 2025, decretado por Luiz Inácio Lula da Silva: luto oficial de 7 dias pela morte do Papa Francisco.[253][254]
- 13 de maio de 2025, decretado por Geraldo Alckmin: luto oficial de 3 dias pela morte de José Mujica, ex-presidente do Uruguai.[255]

## Em Moçambique

### Luto Nacional
Em Moçambique, a decretação de luto nacional compete ao Conselho de Ministros, podendo ter a duração mínima de um dia e a duração máxima de até trinta dias.
- Morte do Presidente da República;
- Morte do Presidente da Assembleia da República;
- Morte do Primeiro-Ministro;
- Morte de Antigo Chefe do Estado;
- Morte de uma personalidade nacional ou estrangeria cujo feito seja reconhecido pelo Estado moçambicano;
- Morte de um Chefe de Estado ou de Governo estrangeiro cuja contribuição para o país tenha sido reconhecida pelo Estado moçambicano;
- Morte de um Chefe de Estado ou de Governo estrangeiro em território nacional;
- Desastres;
- Calamidades naturais;
- Outras situações de particular gravidade que tenham ocorrido dentro ou fora do país.

Durante os dias de luto nacional, a Bandeira Nacional e a do Pavilhão Presidencial devem ser içadas a meia-haste, bem como em todo o território nacional e nas Missões Diplomáticas e Consulares da República de Moçambique.